# Daipo
daipo（ダイポ）は、日本のイラストレーター、ゲームデザイナー、アニメーター。ClaGla常務取締役。
北海道小樽市出身。趣味はゲームと石集め。

## 略歴
北海道教育大学札幌校卒業後、スタジオロッカでイラストレーター・アニメーターとして活動。小さい頃からのゲーム好きが高じて、2015年にセンバノブユキと共にアナログゲーム制作団体CRIMAGE(クリメージ)を設立。
2017年に発表したボードゲーム「たった今考えたプロポーズの言葉を君に捧ぐよ。」が、ゲームマーケット大賞2018優秀作品賞、日本アナログゲーム ゲームカフェ大賞2018ー2019を受賞した。

## 作品一覧

### イラスト
- 『道の駅リアル謎解きゲーム「ブラックサーモンを倒せ」』(千歳市/ClaGla)-イラスト、ロゴデザイン[5]
- 『アイヌの世界を旅するリアル謎解きゲーム「神の魚を手に入れろ」』(千歳市/ClaGla)-イラスト、ロゴデザイン
- 『アイヌの世界をサケと巡るナゾトキ「めざせ！約束の海（アトゥイ）」』(千歳市/ClaGla)-イラスト、ロゴデザイン

### ボードゲーム
- 『メデューサの箱』(CRIMAGE)-ゲームデザイン、アートワーク[6]
- 『指隠レ才蔵』(CRIMAGE)-ゲームデザイン、アートワーク[6]
- 『Lady Godiva(レディ・ゴディバ)』(CRIMAGE)-ゲームデザイン、アートワーク[6]
- 『たった今考えたプロポーズの言葉を君に捧ぐよ。』シリーズ(CRIMAGE/ClaGla)-ゲームデザイン、アートワーク[6][7]
- 『どっちぼーい』(CRIMAGE/ClaGla)-ゲームデザイン、アートワーク[7]
- 『INNER CLOCK(インナークロック)』(CRIMAGE/ClaGla)-ゲームデザイン、アートワーク

### アニメーション
- 『ホッカイラジャーズ野球少年団』(ホッカイラジャーズ制作委員会)-アートワーク、ディレクション、アニメーション[8]
- 『空き家の化け物 - オハチスイェ -』(公益財団法人アイヌ民族文化財団)-アートワーク、ディレクション、アニメーション[8]